# Луговая полёвка
Луговая полёвка, или пенсильванская полёвка (лат. Microtus pennsylvanicus) — многочисленный вид грызунов рода серых полёвок.
Страны обитания: Канада (Альберта, Британская Колумбия, Лабрадор, Манитоба, Нью-Брансуик, Северо-Западные территории, Новая Шотландия, Нунавут, Онтарио, остров принца Эдуарда I, Квебек, Саскачеван, Юкон), Мексика, США. Живёт в самых разнообразных местах проживания от сухих пастбищ до заболоченных лесов и фруктовых садов. Требует свободной почвы для туннелирования. Строит большие подземные тоннели.
Пик активности размножения с апреля по октябрь. Беременность длится около 21 дней. Приплод размером 1—9 детёнышей (в среднем 4—5). Может быть 5—10 приплодов в год. Рацион состоит главным образом из растительных материалов, таких как травы, корни и семена. Активна днём и ночью в течение года. Хотя эти животные обычно живут близко друг к другу, они агрессивны по отношению друг к другу. Это особенно наглядно проявляется у самцов во время сезона размножения.